# Miloš Máca
Miloš Máca (23. ledna 1927 Boskovice – 27. března 1984) byl československý sportovec a reprezentant v hodu kladivem. V roce 1952 se zúčastnil letních olympijských her v Helsinkách, kde skončil na 15. místě.

## Kariéra
Svoji sportovní kariéru započal v roce 1947 v klubu SK Židenice. O dva roky později závodil za MEZ Židenice. V roce 1950 startoval za armádní tým ATK Praha. Následující rok pak reprezentoval kluby Zbrojovka Brno a GZ Královo Pole. V roce 1953 přešel do RH Praha. V letech 1959 až 1965 působil ve Spartaku Brno. Máca je držitel tří československých rekordů. Na mistrovství Evropy v roce 1954 obsadil 5. místo.

## Ocenění
- 1955 - mistr sportu